# 突圍行動
《突圍行動》是香港電視廣播有限公司拍攝製作的時裝電視劇，由馬浚偉、吳卓羲、廖碧兒、楊思琦、徐子珊及米雪領銜主演，並由岳華、馬國明及夏雨聯合演出。監製梅小青。

## 劇情
大律師唐志高（馬浚偉）被富家子弟童日昭（蔡淇俊）陷害藏毒而遭停牌。在摯友童日進（吳卓羲）協助下，志高加入商人童展龍（岳華）的服裝貿易公司當法律顧問。同時，志高重遇初中認識的戀愛對象徐穎（廖碧兒），發現她與展龍有著一段不尋常的關係。展龍與妻子宋金枝（米雪）的愛子童日朗（黃嘉樂）跟日進到瑞士公幹期間意外受創。其後，當金枝揭發日進的身世秘密，精神大受打擊，懷疑日進為了吞併家業而處心積慮剷除日朗，誓言要將日進置於死地。展龍弟弟童展鵬（羅樂林）驚悉兄長的醜行後與他決裂，而日進與金枝的伯娘侄子關係也從此一落千丈。金枝弟弟宋金元（李國麟）被捕，最後還在監獄鬱出重病，金枝為責任而照顧姪女宋嘉兒（楊思琦）。嘉兒為父親報仇而下嫁日朗，密謀展龍的服裝貿易公司，隨後更向日朗道出其父母販賣軍火經營外圍的真相，童家從此四分五裂。重案組招募了志高與徐穎負責調查警員殷向明（馬國明）被殺一事，從而揭開展龍與金枝經營販賣軍火經營外圍的重重序幕

## 演員表

### 童家
| 演員   | 角色   | 關係/暱稱/背景 |
| 岳 華  | 童展龍 | 本劇終極大反派 利高拿老闆／外圍集團主腦之一 宋金枝之夫 宋金元之姐夫，后为亲家 童展鵬之兄 童日朗、童日昭之父 童日進之伯父，實為親父 宋嘉儿之姑丈，后为家翁 殷向晴之家翁 间接害死童展鹏 李淑玲之大伯，多年前曾酒後強暴其令其诞下童日进 于第17集为争童日进而对童展鹏见死不救而令其心脏病发身亡 于第25集殺死童日進，後被警察乱槍射死 |
| 米 雪  | 宋金枝 | Eliza 本劇大反派 利高拿老闆娘 外圍集團主腦之一 童展龍之妻 宋金元之姊，后为亲家 童日朗、童日昭之母 童展鵬之大嫂 李淑玲之妯娌 童日進之伯娘 宋嘉兒之姑媽，后为家婆 殷向明之死敵 于第8集为弟报仇而买凶杀死殷向明 于第20集买凶杀死蒋耀权 於第25集喪子後患有失心瘋而入住精神病院                                                       |
| 羅樂林 | 童展鵬 | 童展龍之弟 李淑玲之夫 童日朗、童日昭之叔 童日進非親生之父 于第17集心臟病發及童展龙见死不救而导致死亡 |
| 林漪娸 | 李淑玲 | 童展鵬之妻 童日進之母 童日朗，童日昭之嬸 童展龍之弟媳，被其強暴而誕下童日進，因無法面對其夫，所以童日進一出生便拋夫棄子而離去（第13集） 宋金枝之妯娌 殷向晴之家婆 |
| 李國麟 | 宋金元 | Raymond 外圍集團主腦之一 宋金枝之弟，后为亲家 宋嘉兒之父 童展龍之舅仔，後為親家 童日朗之舅父，后为岳父 童日昭之舅父 殷向明之死敵 於第5集被警方拘捕 於第6集被判入獄四年 於第21集因腎衰竭而死 |
| 吳卓羲 | 童日進 | Leo 獸醫 童展龍、李淑玲之子 童展鵬非親生之子兼侄子 宋金枝之侄 童日朗、童日昭之堂兄兼同父異母之兄 宋嘉兒之表哥兼暗恋对象，后为大伯 殷向晴男友，後為丈夫 殷向明之妹夫兼好友 唐志高之好友 被童日昭針對 于第25集因得知童展龍一切罪行而被捅死                                                                                         |
| 黃嘉樂 | 童日朗 | Vincent 童展龍、宋金枝之長子 童展鵬，李淑玲之長侄 宋金元之外甥，後為女婿 童日昭之兄 童日進之堂弟兼同父異母之弟 宋嘉兒之表哥兼暗戀對象，後為丈夫（第23集） 于第12集因滑雪受傷導致全身癱瘓 于第25集為勸諫宋金枝而投進游泳池遇溺自殺身亡                                                                                            |
| 楊思琦 | 宋嘉兒 | Kelly 利高拿設計師 宋金元之女 童展龙、宋金枝之姪女，后为媳妇 童展鹏、李淑玲之侄媳 童日進之表妹，後為弟媳 童日朗之表妹，後為妻子 童日昭之表姐，後為嫂子 暗恋童日進，後輾轉暗戀童日朗 殷向晴之情敵並針對她，後反目，後更為妯娌 于第25集被亂槍打中神經系統變成植物人                                                                |
| 蔡淇浚 | 童日昭 | Edmond 童展龍、宋金枝之幼子 童展鵬，李淑玲之幼侄 宋金元之外甥 童日朗之弟 童日進之堂弟兼同父異母之弟 宋嘉兒之表弟，后为叔仔 唐芷敏之男友，後於第12集分手 針對殷向明，殷向晴，童日進，唐志高 於第19集為逃避警方追捕而潛逃台灣，于第25集被遣返香港並被警方拘捕                                                                      |

### 唐家
| 演員   | 角色   | 關係/暱稱／背景 |
| 夏 雨  | 唐大海 | （1950-2006） 已退休，前為利高拿倉務總管 何美妍之第二任丈夫 唐志高之父 唐芷敏之繼父 欠高利貸，于第5集自殺身亡 |
| 韓馬利 | 何美妍 | 唐大海之第二任妻子 唐芷敏之母 唐志高之繼母 |
| 馬浚偉 | 唐志高 | Ken 律師，後為利高拿法律顧問 唐大海之子 何美妍之繼子 唐芷敏異父異母之兄，與其不和，後和好 徐穎之前男友，後来復合，最后成为丈夫 童日進，殷向明之好友 於第10集被童日昭及唐芷敏陷害藏毒而被停牌兼留案底 律師牌被吊銷後成為警方綫人 被童日昭針對 於第11集由童日進介紹任利高拿法律顧問 於第20集為市場經理 於第25集復牌及與徐穎結為夫婦 |
| 廖碧兒 | 徐 穎  | Wing 加拿大警察臥底 心理學家 利高拿之代言人 唐志高之女友，後為妻子 唐芷敏之大嫂 殷向明前女友（第7集分手） |
| 陳自瑤 | 唐芷敏 | Coco、阿敏 何美妍之女，與其不和，後和好 唐大海之繼女 唐志高異父異母之妹，與其不和，後和好 徐穎之小姑 童日昭之女友，後於第12集分手 |

### 殷家
| 演員   | 角色   | 關係/暱稱／背景                                                                                                  |
| 馬國明 | 殷向明 | 警察 殷向晴之兄 徐穎之前男友（第7集分手） 唐志高，童日進之好友 宋金元之死敵 被童日昭針對 於第8集被宋金枝買兇殺害 |
| 徐子珊 | 殷向晴 | 殷向明之妹 童日進之女友，後為妻子 宋嘉兒之情敵更後來反目 於第25集誕下與童日進之子                                |

### 利高拿職員
| 演員   | 角色    | 關係/暱稱／背景                                      |
| 岳 华  | 童展龙  | 利高拿老板兼主席 参见童家                            |
| 米 雪  | 宋金枝  | Eliza 利高拿老板娘兼副主席 参见童家                  |
| 吴卓羲 | 童日进  | Leo 利高拿CEO 参见童家                               |
| 馬浚偉 | 唐志高  | Ken 第11集為利高拿法律顧問 第20集為市場經理 参见唐家 |
| 杨思琦 | 宋嘉儿  | Kelly 利高拿设计师 于第9集陷害Anita 参见童家         |
| 徐子珊 | 殷向晴  | 利高拿前职员 参见殷家                                |
| 梁健平 | Wilson  | 童展龍助理                                           |
| 簡慕華 | Cindy   | 童展龍秘書                                           |
| 黃泆潼 | Apple   | 利高拿前代言人 宋金元之情婦                          |
| 姚樂怡 | Anita   | 設計部前主管 于第9集遭宋嘉兒陷害而被革職             |
| 王維德 | Bobby   | 市場部主管                                           |
| 張松枝 | Frankie | 採購部主管                                           |
| 李彩寧 | Tina    | 推廣部主管                                           |
| 趙靜儀 | May     | 採購部職員                                           |
| 陳穎妍 | Rita    | 設計師                                               |
| 林泳東 | Johnny  | 設計師                                               |
| 許文翹 | Tommy   | 設計師                                               |
| 葉凱茵 | Susan   | 設計師                                               |
| 蘇麗明 | Yuki    | 設計師                                               |
| 詹秀君 | Ada     | 接待員                                               |

### 警署
| 演員   | 角色   | 關係/暱稱／背景                    |
| 陳 琪  | 黃寶如 | 督察 殷向明之上司 專責童展龍之案件 |
| 馬國明 | 殷向明 | 見習督察 黃寶如之下屬              |
| 戴耀明 | 輝     | 警員 黃寶如、殷向明之下屬          |
| 江 暉  | 勤     | 警員 黃寶如、殷向明之下屬          |
| 嘉 駿  | 風     | 警員 黃寶如、殷向明之下屬          |
| 羅天池 | 威     | 警員 黃寶如、殷向明之下屬          |
| 林遠迎 |        | CID警員（第8集）                   |

### 其他演員
| 演員         | 角色      | 關係／暱稱 |
| 馮素波       | 寶姐      | 童家管家 |
| 李成昌       | 周文標    | 童展龍、宋金元、宋金枝外圍手下 第6集被判入獄兩年 |
| 戴志偉       | 蔣耀權    | Moonlight老闆 利高拿集團之死敵 曾與宋嘉兒勾結 於第20集被宋金枝買凶殺害身亡                                                                                               |
| 黃子恒       | David     | 蔣耀權手下，於第20集被宋金枝買凶殺害身亡 |
| 魯振順       | 曾浩洋    | 專責童展龍之案件 |
| 鄭世豪       | 鄭有成    | 大麻成 外圍手下，第1集因捲款逃跑而遭宋金元手下殺害 |
| 魏惠文       | 何律師    | 第1，17，23集 |
| 高俊文       | KK 黃律師 | 第2，6，11集 |
| 黃文標       | 艇仔添    | 童展龍、宋金元、宋金枝外圍手下 |
| 趙永洪       |           | 艇仔添手下 |
| 趙敏通       |           | 艇仔添手下 |
| 陸駿光       |           | 艇仔添手下 |
| 郭卓樺       | 阿力      | 周文標手下 |
| 楊證樺       |           | 周文標手下 |
| 李鴻杰       | 正        | 唐大海舊同事，愛賭馬 |
| 甘子正       | 材        | 唐大海舊同事，愛賭馬 |
| 曾健明       | 文        | 唐大海舊同事，愛賭馬 |
| 游 飈        | 華        | 唐大海舊同事，愛賭馬 |
| 李子奇       | 區 Sir    | 唐志高上司 |
| 張潔蓮       | June      | 徐穎舊同學 戒賭小組社工（第7集） |
| 彭冠中       | 沈志豪    | 杀手 被宋金枝收買殺害殷向明（第8集） 殺害童日進不遂（第16集） 殺害童日進和殷向晴不遂（第23集） 在唐志高座駕放置炸彈炸死其不遂（第24集） 替宋金枝處理童日進屍體（第25集） |
| 河國榮       | Mr. James | 品牌 Painter 高層（第11集） |
| 鄭家生       |           | 童日昭安排強姦殷向晴（第11集） |
| 陳榮峻       | 鍾醫生    | 童日朗的主診醫生（第12集） |
| 賀文傑       | Sam       | 童日朗看護（第13集） |
| 鄭俊弘       | Ben       | 童日朗看護（第13集） |
| 布偉傑       |           | 跟童日進打架的醉漢（第14集） |
| 何偉業       | 波王田    | 外圍（第14集） |
| 谷 峰        | 程 峰     | 內地中醫師（第18集） |
| 蕭徽勇 楊 明 |           | 宋金枝安裝假扮警察測試唐志高（第19集） |
| 凌禮文       |           | 看更（第22集） |
| 邵卓堯       | 阿 炳     | |

## 外部參考
- 突圍行動 (2007)-TMBD